# گوشن، یوتا
گوشن (به انگلیسی: Goshen) شهری در ایالت یوتا کشور ایالات متحده آمریکا است که جمعیت آن در سرشماری سال ۲۰۱۰ میلادی، ۹۲۱ نفر بوده‌است.